# Eremalche exilis
Eremalche exilis es una especie de fanerógama en la familia de las malváceas, se conoce por el nombre común de "white mallow" (malva blanca). Es nativa de Baja California y el suroeste de los Estados Unidos, donde crece en el desierto y otros hábitats de matorral seco. 

## Descripción
Es una hierba anual de crecimiento decumbente sobre todo por el suelo, con tallos vellosos  de 40 centímetros de longitud máxima. Las hojas tienen hasta 2,5 centímetros de largo y de 3 a 5 lóbulos que pueden ser dentados en las puntas. Las flores solitarias se encuentran en las axilas de las hojas, cada una con forma de taza de color blanco a morado pálido, con menos de un centímetro de ancho. El fruto es un disco dividido en hasta 13 segmentos.

## Ecología
La planta sirve de alimentación a las larvas de la polilla Pseudalypia crotchii.

## Taxonomía
Eremalche exilis fue descrita por (A.Gray) Greene y publicado en Leaflets of Botanical Observation and Criticism 1(15): 208. 1906.
Etimología
Eremalche: nombre genérico que procede del griego y significa "solitaria malva, en su hábitat desértico". La raíz de la palabra erem, así como sus formas conexas eremos , Eremia , eremicus y eremitus, tiene el significado "un lugar solitario, un lugar de soledad, un lugar desierto, solitario, deshabitado "y por extensión" del desierto ", ya que un desierto es un lugar solitario que está en gran parte deshabitado.
exilis: epíteto latíno que significa "delgado"
Sinonimia
- Malvastrum exile A.Gray
- Malveopsis exilis (A. Gray) Kuntze
- Sphaeralcea exilis (A. Gray) Jeps.[1]